# الویرا پوپسکو
الویرا پوپسکو (فرانسوی: Elvira Popescu‎؛ ۱۰ مهٔ ۱۸۹۴ – ۱۱ دسامبر ۱۹۹۳) یک بازیگر اهل رومانی - فرانسه بود.
وی همچنین برنده جوایزی همچون لژیون دونور شده است. وی بازیگر فیلم‌هایی همچون دورا نلسون و دخترخالهٔ ورشویی من بوده است.